# Ghréline

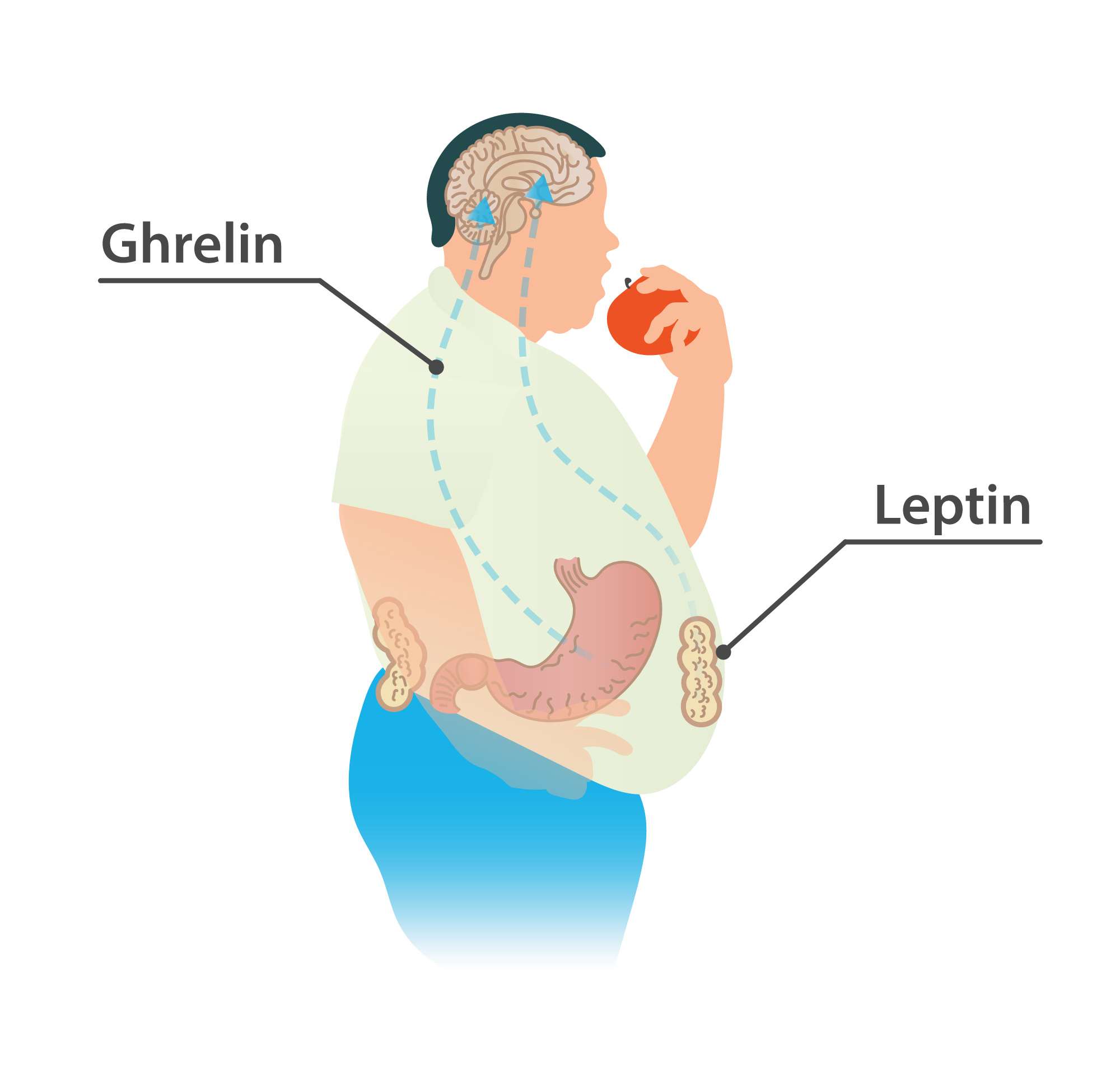
De multiples facteurs peuvent entraîner un déséquilibre hormonal et favoriser l'obésité. Ce déséquilibre met en jeu de nombreux signaux centraux et périphériques impliqués dans la régulation de la prise alimentaire, tels que la ghréline orexigène (régulation à court terme) et la leptine anorexigène (régulation à long terme).

La ghréline est une hormone digestive qui stimule l’appétit : son taux est élevé avant les repas et diminue à mesure que l'estomac se remplit. Elle est considérée comme l'agoniste inverse de la leptine, hormone produite par le tissu adipeux blanc, qui induit la satiété lorsque son taux augmente.
La ghréline est produite et sécrétée principalement par les cellules P/D1 du fundus de l’estomac humain, et, secondairement, par les cellules Epsilon du pancréas.
La ghréline est également produite dans le noyau arqué de l’hypothalamus moyen, où elle stimule la sécrétion de l’hormone de croissance (« GH ») par la glande hypophyse antérieure. À la suite de certaines chirurgies gastriques, les taux moyens postabsorption et postprandial de ghréline diminuent, entraînant une satiété plus rapidement qu’en temps normal (i.e. : sans la déviation gastrique).
Les récepteurs de la ghréline sont exprimés par les cellules neuronales du noyau arqué de l’hypothalamus moyen et de l’hypothalamus ventromédian. Ce récepteur de type métabotropique couplé aux protéines G (GPCR), plus précisément, il s’agit du récepteur sécrétagogue de l’hormone de croissance (GHS). La ghréline joue un rôle significatif dans la neurotrophie, en particulier au niveau de l’hippocampe, et elle est essentielle dans l’adaptation cognitive aux changements d’environnements et dans les processus de l’apprentissage. Récemment, il a été démontré que la ghréline pouvait activer l’isoforme « endothéliale » de l’oxyde nitrique synthase, dans une voie métabolique qui dépend de plusieurs kinases, incluant la sérine/thréonine kinase Akt. Chez le fœtus, il semble que la ghréline est produite précocement par les poumons, en stimulant la croissance.

## Histoire et nom
La ghréline a été découverte par le chercheur japonais Masayasu Kojima et ses collègues en 1999. Le nom de l'hormone est basé sur son rôle de peptide activant la sécrétion de l'hormone de croissance, dont la racine serait ghre (growth hormone-releasing peptide)[réf. nécessaire], qui veut dire « grandir ».

## Biochimie

### Isoformes
La ghréline existe dans une forme endocrinologiquement inactive (peptide « pur »), la ghréline non acylée, et dans sa forme active (octanoylée) (voir hexatropine), la ghréline acylée. D'autres chaînes latérales que l'octanoyl ont également été observées.

### Mécanismes d'action
La ghréline fut la première hormone de régulation de l'appétit à être découverte. La ghréline et les mimétiques synthétiques de la ghréline (GHS) augmentent la prise alimentaire et augmentent la masse adipeuse, par une action exercée au niveau du noyau arqué de l'hypothalamus,, incluant les neurones sensibles au neuropeptide orexigénique Y (NPY). La sensibilité de ces neurones à la ghréline est à la fois leptino-insulino-dépendante. La ghréline active aussi la voie métabolique mésolimbique-cholinergique-dopaminergique, le circuit de récompense qui communique des signaux hédonistes et de type renforcement positif lié au substrat, comme pour la nourriture, les drogues à forte dépendance ou l'alcool,,.
La forme inactive de la ghréline (ghréline non acylée) en quantité suffisante, limiterait l'efficacité de la forme active et neutraliserait l'effet orexigène de la ghréline active.
Concernant la régulation de l'appétit, les critères les plus pertinents seraient les deux ratios :
- ratio ghréline acylée (forme active) versus ghréline non acylée (forme inactive)[9];
- ratio ghréline vs obestatine ;

Le niveau de leptine est également un indicateur important.

### Modèle animal
Les modèles sur les animaux de laboratoire indiquent que la ghréline pénétrerait dans l'hippocampe depuis la circulation sanguine, stimulant les facultés de la mémoire et de l'apprentissage. Ainsi, il est suggéré que l'apprentissage serait plus efficace durant la journée, quand l'estomac est vide, car les concentrations de ghréline sont plus élevées. Chez les rongeurs, les cellules imitant les cellules X/A-like produisent la ghréline. En 2011, on démontre chez la souris que la sécrétion de ghréline par les cellules de l'estomac est stimulée par le goût amer, expliquant de ce fait l'action stimulante de l'appétit de certaines boissons apéritives.
Des chercheurs ont mis en évidence le rôle de la ghréline dans la prise de décision liée à l'appétit. Publiés dans la revue Neuron, leurs travaux, réalisés sur des souris, montrent que les neurones de l'hippocampe utilisent les récepteurs de ghréline pour contrôler leur activité. L'hippocampe des souris affamées a été stimulé par un niveau élevé de ghréline à proximité de la nourriture, avant qu'elles se restaurent. Ce phénomène ne s'est pas produit sur les souris rassasiées, qui n'ont d'ailleurs pas consommé la nourriture présentée.

### Relation avec l'obestatine
L'obestatine est une hormone découverte à la fin de l'année 2005, qui diminue l'appétit. La ghréline et l'obestatine sont codées par le même gène, le propeptide initial se clivant pour donner naissance aux deux hormones. La raison de cette même origine génétique pour deux hormones antagonistes demeure inconnue.

## Mesure
Une analyse de sang faite en laboratoire permet de mesurer les taux de ghreline acylée et ghréline non acylée.

## Pathologies reliées

### Obésité
Les taux plasmatiques de ghréline chez les individus obèses sont moins élevés que chez les individus d'IMC sain. Yildiz et al. ont montré que le taux plasmatique de ghréline augmentait entre minuit et l'aurore chez les individus de masse corporelle saine, ces découvertes suggérant une hypothétique faille dans le cycle circadien des individus obèses.
Le professeur Cappuccio, de l'Université de Warwick (Angleterre), a récemment découvert que la privation de sommeil pouvait conduire à l'obésité. En effet, un manque de sommeil entraîne une production accrue de l'hormone ghréline, qui stimule l'appétit et ce manque de sommeil causerait aussi une diminution de la production de leptine, qui supprime l'appétit. Toutefois, cette étude n'explique pas les faibles taux plasmatiques de ghréline que l'on retrouve dans la population des individus obèses.

### Anorexie
Les individus souffrant d'anorexie mentale semblent avoir un taux plasmatique de ghréline plus élevé[réf. nécessaire]. Cela suggèrent que la ghréline n'est pas impliquée dans la physiopathologie de ce trouble alimentaire. Au contraire, cette hormone semble plutôt tenter de « corriger » la situation, en quelque sorte.

### Cancer
Les niveaux de ghréline sont également plus élevés chez les patients cachéxiques, d'étiologie cancéreuse.

### Syndrome Prader-Willi
Le syndrome de Prader-Willi est aussi caractérisé par une hausse accrue de la concentration plasmatique de ghréline, parallèlement à une prise alimentaire très importante.
Une étude a démontré que la déviation gastrique chirurgicale, en plus de réduire la capacité volumique gastrique pour la nourriture, diminue significativement les niveaux plasmatiques de ghréline.

## Vaccin anti-obésité
Un vaccin anti-obésité, dirigé spécifiquement contre la ghréline est en cours de test,. Ce vaccin utilise le système immunitaire, notamment les anticorps, afin de se lier aux molécules désirées, dirigeant en quelque sorte le système immunitaire contre son propre organisme. Cela empêcherait la ghréline d'atteindre le système nerveux central (SNC), produisant en théorie une diminution de l'appétit, et du poids de l'individu obèse.